# NGC 352
NGC 352 è una galassia a spirale barrata situata nella costellazione della Balena a una distanza di circa 210 milioni di anni luce dal Sistema solare.
Fu scoperta il 20 settembre 1784 da William Herschel.
La supernova SN 2022jzx (di tipo II, mag. 16.9) è stata osservata in NGC 352.